# Wilhelm von Ilten
Wilhelm Friedrich Christian von Ilten (* in Gestorf; † 1883 in Steinbrück) war ein deutscher Verwaltungsbeamter.

## Leben
Wilhelm von Ilten war Sohn des Friedrich Franz Christian von Ilten, Gutsbesitzer und Drost auf Gestorf und auf Thiedenwiese bei Hannover, und seiner Ehefrau Juliane geb. von Mengerssen aus dem Hause Hülsede. Ilten besuchte das Gymnasium in Celle. Ab 1809 studierte er Rechtswissenschaften an der Universität Göttingen und wurde dort Mitglied des Corps Hannovera Göttingen. Als Befreiungskämpfer nahm er als Leutnant an der Schlacht bei Waterloo teil. Nach dem Militärdienst trat er in den Verwaltungsdienst des Königreichs Hannover ein. Er wurde 1824 Amtsassessor des Amts Wennigsen, 1839 zum Amt Medingen versetzt und 1845 zum Amt Hitzacker. Wilhelm von Ilten wurde 1850 Amtmann des Amtes Steinbrück und trat 1856 in den Ruhestand.

## Auszeichnungen
- Hannoversche Waterloo-Medaille[3]